# Bakonyi Miksa
Bakonyi Miksa, 1906-ig Bleicher (Dunaföldvár, 1862. augusztus 23. – Budapest, 1935. április 15.) magyar író, újságíró, szakíró, lapszerkesztő. 

## Élete
Bleicher Márk és Stern Róza fia. 1880-ban a budapesti Piarista Gimnáziumban érettségizett, majd a Budapesti Tudományegyetem Orvostudományi karán tanult. 1885-ben kezdett újságíróként dolgozni. Sorra jelentek meg tárcai a Magyarország és a Nagyvilág című lapokban és közgazdasági cikkeket közölt az Egyetértésben. Ugyanebben az évben a Magyar Föld közgazdasági napilap segédszerkesztője lett. Ezután a Magyar Ujság vezércikkírója és közgazdasági szerkesztője, 1899 és 1904 között a Magyar Nemzet munkatársa, majd 1904-től haláláig Az Újság, majd helyébe lépett Újság vezércikkírója és közgazdasági rovatvezetője volt. 1908-tól tíz éven át szerkesztette a Dél című szabadkőműves lapot, s 1922-ben néhány hónapig a Magyar Nemzetgazda című lapot. Ő ismertette először Magyarországon Henry George Haladás és szegénység című korszakos munkáját és a földtulajdon államosítására vonatkozó nagyszabású elméletét.
Sok éven át betöltötte a Magyar Újságírók Egyesületének alelnöki és az Otthon Írók és Hírlapírók Körének főtitkári tisztségét.
Sírja a Kozma utcai izraelita temetőben található.

## Családja
Házastársa Steiner Ágota (1861–1935) volt, Steiner Ármin és Lieblich Rozália lánya. 
Fiai Bakonyi László (1889–1936) tisztviselő, Bakonyi Endre (1891–1956) és Bakonyi György, lányai Szűcs Richárdné Bakonyi Ernesztina (1888–1967) és Bánó Béláné Bakonyi Piroska (1887–1953). Veje Bánó Béla (1880–1943) mérnök. Unokája Bánó Endre grafikus, tipográfus. Dédunokája Bánó András újságíró, szerkesztő, műsorvezető.

## Főbb művei
- Hamis tanok
- Az élet komédiái. Versek. (Budapest, 1928)